# 吉井一肇
吉井 一肇（よしい はじめ、1999年4月13日 - ）は、日本の俳優である。実妹は吉井乃歌。

## 略歴
- 2011年10月21日 - 第20回金鶏百花映画祭で外国映画部門の最優秀男優賞を受賞。[1]

## 出演

### 舞台
- THE BOY FROM OZ（2008年10月、青山劇場） - リトルピーター 役[2]
- レ・ミゼラブル（2009年3月 - 4月、中日劇場） - ガブローシュ 役
- レ・ミゼラブル（2009年10月 - 11月、帝国劇場） - ガブローシュ 役
- Nine the musical（2009年12月、ル テアトル銀座） - リトルグィード 役[3]
- ザ・ミュージックマン（2010年4月 - 6月、東京芸術劇場・新国立劇場） - ウィンスロップ 役
- ニューヨークに行きたい!!（2011年10月 - 11月、帝国劇場・梅田芸術劇場） - フロリアン 役
- ジェーン・エア（2012年10月、日生劇場･博多座） - ジョン・リード 役
- Shoes On!（2015年1月、博品館劇場･サンケイホールブリーゼ)[4]
- たとえば野に咲く花のように／鄭義信作、鈴木裕美演出（2016年4月、新国立劇場 小劇場）
- Shoes On!（2016年10月 - 11月、博品館劇場･佐倉市民音楽ホール、ウェスタ川越 大ホール）[4]
- TOP HAT（2018年11月 - 12月、東急シアターオーブ、梅田芸術劇場メインホール）[5]

### 映画
- エクレール・お菓子放浪記（2011年5月 - ） - 主演 : 西村アキオ 役
- ゲームセンターCX THE MOVIE 1986 マイティボンジャック（2014年2月 - ） - ダイスケ 役

### テレビ
- ミドリのドレミドリ（BSフジ） - スーパージュニア[6]
- 行列のできる法律相談所 - 2011年12月11日
- 中居正広のザ・大年表 - 2012年3月
- 人生が変わる1分間の深イイ話 - 2012年4月
- さんまのスーパーからくりTV  - 2012年5月
- 爆笑 大日本アカン警察 - 2012年6月
- もう一度見たいのは誰だ！超マジシャンズリーグ - 2012年8月
- トリハダ（秘）スクープ映像100科ジテン - 2012年、2013年

### テレビドラマ
- 浪花少年探偵団（2012年7月 - 9月、TBS） - 芹沢勤 役
- 八重の桜　（2013年1月 - 12月、NHK） - 成田才次郎 役
- 家族ゲーム（2013年4月 - 6月、フジテレビ） - 真田宗多 役
- DOCTORS〜最強の名医〜 第2シリーズ 第4話（2013年8月1日、テレビ朝日） - 河合大輝 役

### ラジオドラマ
- 青春アドベンチャー「スーツケース・キッド～バイバイ わたしのおうち～」（2013年3月、NHK）

### コンサート
- スクリーン・ミュージックの宴（2015年10月、KOTORIホール（昭島市民会館）大ホールめぐろパーシモンホール 大ホール）